# Victoria sematoperas
Victoria sematoperas là một loài bướm đêm trong họ Geometridae.